# Нижнегорский (Крым)
Нижнего́рский (до 1944 г. Сейтле́р; укр. Нижньогірський, крымскотат. Seyitler, Сейитлер) — посёлок городского типа в присивашском степном регионе Республики Крым, центр Нижнегорского района и Нижнегорского сельского поселения (согласно административно-территориальному делению Украины — Нижнегорского поссовета Автономной Республики Крым).

## География
Посёлок расположен в северо-восточной части Крымского полуострова, на железной дороге (станция Нижнегорская) Джанкой — Керчь, которая связывает восточный Крым (Феодосия, Керчь) с континентом.

## История

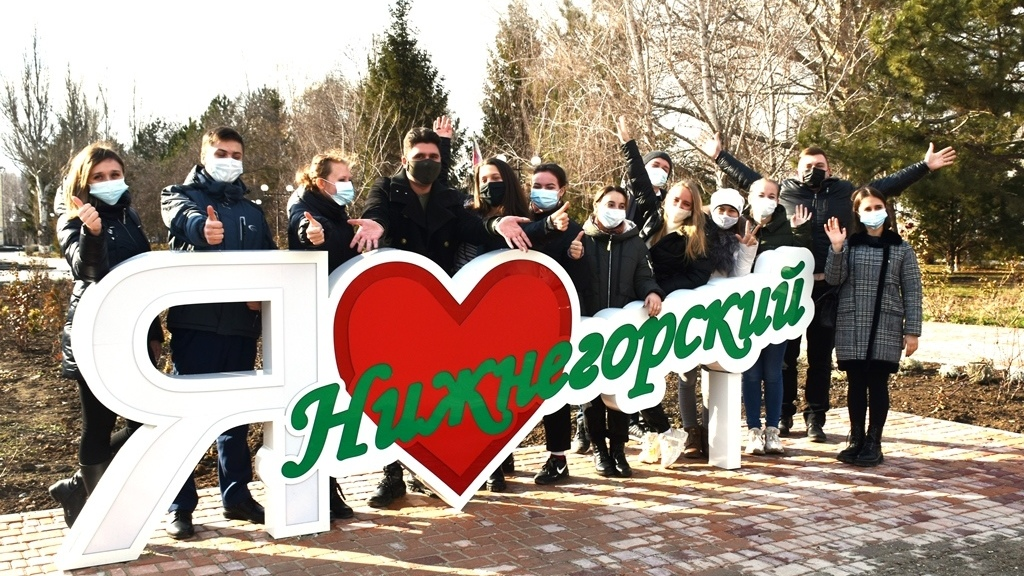
Знак «Я люблю Нижнегорский»

Первое документальное упоминание села встречается в Камеральном Описании Крыма… 1784 года, судя по которому, в последний период Крымского ханства Сегидлер входил в Орта Чонгарский кадылык Карасъбазарскаго каймаканства. После присоединения Крыма к России (8) 19 апреля 1783 года, (8) 19 февраля 1784 года, именным указом Екатерины II сенату, на территории бывшего Крымского Ханства была образована Таврическая область и деревня была приписана к Перекопскому уезду. После Павловских реформ, с 1796 по 1802 год, входила в Перекопский уезд Новороссийской губернии. По новому административному делению, после создания 8 (20) октября 1802 года Таврической губернии, Сейтлер был включён в состав Таганашминской волости Перекопского уезда.
Согласно Ведомости о всех селениях, в Перекопском уезде состоящих с показанием в которой волости сколько числом дворов и душ… от 21 октября 1805 года, в деревне Сейтлер в 11 дворах проживало 78 крымских татар (43 мужчины и 35 женщин). На военно-топографической карте генерал-майора Мухина 1817 года деревня, по неизвестной причине, не обозначена. В 1829 году, в результате административной реформы, Таганашминская волость была ликвидирована и деревню, согласно «Ведомости о казённых волостях Таврической губернии 1829 года», прикрепили к Башкирицкой волости (переименованной из Таганашминской). На топографической карте 1842 года Сейтлер обозначен без указания числа дворов, но с мечетью и господским домом.
В 1860-х годах, после земской реформы Александра II, деревню включили в состав Владиславской волости. По «Списку населённых мест Таврической губернии по сведениям 1864 года», составленному по результатам VIII ревизии 1864 года, Сейтлер — владельческая татарская деревня с 8 дворами и 25 жителями при реке Салгире. Согласно «Памятной книжке Таврической губернии за 1867 год», деревня была покинута жителями, ввиду эмиграции крымских татар, особенно массовой после Крымской войны 1853—1856 годов, в Турцию и остаётся в развалинах — если на карте Шуберта 1865 года деревня ещё обозначена, а на трёхверстовой карте с корректурой 1876 года её уже нет.К 1886 году Владиславская волость была упразднена и согласно «Памятной книге Таврической губернии 1889 года» в деревне Байгончекской волости числилось уже 3 двора и 24 жителя.
После земской реформы 1890 года Сейтлер отнесли к Ак-Шеихской волости. По «…Памятной книжке Таврической губернии на 1900 год» в деревне Сейтлер числилось 139 жителей в 26 дворах. По Статистическому справочнику Таврической губернии. Ч.II-я. Статистический очерк, выпуск пятый Перекопский уезд, 1915 год, в деревне Сейтлер Ак-Шеихской волости Перекопского уезда числилось 15 дворов (7 дворов с землёй, 8 — безземельные) с татарским населением в количестве 65 человек приписных жителей и 3 — «посторонних», из которых 41 мужчина и 27 женщин. Жители владели 82 десятинами удобной земли. В хозяйствах имелось 20 лошадей и 9 коров.
В период Великой Отечественной войны Сейтлер с 30 октября 1941 года был оккупирован немецкими войсками и освобождён от гитлеровских оккупантов 12 апреля 1944 года.
14 декабря 1944 года Указом Президиума ВС РСФСР № 621/6 посёлок Сейтлер был переименован в Нижнегорский.

## Население
| 1939  | 1959  | 1970  | 1979  | 1989    | 2001    | 2009  |
| ----- | ----- | ----- | ----- | ------- | ------- | ----- |
| 3152  | ↗4208 | ↗7570 | ↗9344 | ↗10 453 | ↗10 466 | ↘9678 |
| 2010  | 2011  | 2012  | 2013  | 2014    | 2021    |       |
| ↘9642 | ↘9564 | ↘9505 | ↘9460 | ↘8741   | ↘8178   |       |

- 1805 год — 48 чел. (46 крымских татар, 2 ясыря)
- 1926 год — 996 чел. (709 русских, 71 украинец, 54 армянина, 47 евреев, 29 немцев, 23 болгарина, 20 крымских татар)
- 1939 год — 3 149 чел.
- 2001 год — 10 533 чел.

## Транспорт
Железнодорожный транспорт (ст. Нижнегорская), автобусное сообщение со всеми районами Крыма.
С 2016 года развита Служба такси. На территории посёлка Нижнегорский работает около 50 автомобилей такси.

## Образование
В пгт. Нижнегорском действуют три общеобразовательные школы — МБОУ «Школа-лицей» № 1, НОШ I-III ступеней № 2, УВК «Школа-гимназия» № 3.